# Aranyer Din Ratri
Aranyer Din Ratri (Bengalisch: অরণ্যের দিন রাত্রি, araṇyer din rātri; übersetzt: Tage und Nächte in der Wildnis) ist ein indischer Spielfilm von Satyajit Ray aus dem Jahr 1970. Er entstand nach einer Geschichte von Sunil Gangopadhyay.

## Handlung
Die Kolkataer Freunde Asim, Sanjoy, Shekhar und Hari fahren über das Wochenende mit dem Auto aufs Land nach Palamau (Bihar, heute Jharkhand). Sie mieten sich in ein Forest Rest House ein, indem sie den Hausmeister bestechen, denn eigentlich ist es nur mit Voranmeldung verfügbar, wie ein Schild am Eingang des Grundstücks mitteilt. Er nimmt an, da er das Geld für seine kranke Frau braucht, kann aber kaum Verpflegungsservice machen. Nachdem sie sich eingerichtet haben, gehen sie auf einen Waldspaziergang und landen im nächsten Dorf, wo sie sich in einer Kaschemme betrinken. Dabei lernen sie die ebenfalls schon völlig betrunkene Santalfrau Duli kennen und Hari, der wenige Tage zuvor von seiner Freundin verlassen wurde, findet besonders Gefallen an ihr.
Am nächsten Morgen entdeckt Shekhar – ein komischer, jedoch bei Frauen zu kurz kommender Typ – zwei Ladys am Bungalow vorbeigehen. Nach dem Frühstück machen sie sich auf dem Weg, um die Ladys zu finden und werden gleich vom Vater/Schwiegervater der beiden auf sein Grundstück eingeladen. Während Sanjoy, Shekhar und Hari mit der Schwiegertochter Jaya Badminton spielen, nutzt Asim die Gelegenheit zur Annäherung und lässt sich von der Tochter Aparna das Gelände zeigen. Man verabredet sich zum Frühstück am nächsten Morgen.
Duli taucht mit zwei anderen Santalfrauen auf und sie werden von Shekhar mit Hausarbeiten eingespannt – er sieht es als „tribal welfare“. Hari gerät in Streit mit einem Dörfler, da er ihn verdächtigt, sein Portemonnaie gestohlen zu haben. Während sich die anderen drei an einem Brunnen vor dem Grundstück waschen, kommen Aparna und Jaya mit dem Auto vorbei und bringen Haris Partemonnaie zurück, das dieser beim Badminton verloren hatte.
Abends gehen die vier wieder in das Dorf und betrinken sich. Auf dem Rückweg tanzen sie betrunken vor einem Auto, nicht wissend, dass Aparna und Jaya darin sitzen. Das vereinbarte Frühstück verschlafen sie und laden die Frauen stattdessen zum Picknick ein. Mittlerweile erscheint der Eigentümer des Bungalows und will sie rauswerfen, jedoch wird er von Aparna und Jaya, die er kennt, beschwichtigt.
Sie machen Picknick und spielen ein Memoryspiel, bei dem Aparna Asim absichtlich gewinnen lässt. Danach besuchen sie einen Rummelplatz im Nachbarort mit Karussell und Santaltänzen und vergnügen sich paarweise, Aparna und Asim, Jaya und Sanjoy, Shekhar verspielt sein Geld beim Glücksspiel und Hari rennt mit Duli in den Wald und nötigt sie, mit ihm Sex zu haben. Dabei wird von dem Dörfler beobachtet, mit dem er im Streit lag, und von ihm hernach mit einem Knüppel niedergeschlagen und seines Portemonnaies beraubt.
Inzwischen führen Asim und Aparna ein Gespräch, das ihre Zuneigung zueinander erkennen lässt, sie gibt ihm jedoch nur ihre Telefonnummer in Kolkata mit der Aussicht auf Fortsetzung der sich anbahnenden Liaison. Sanjoy ist mit Jaya in deren Bungalow auf eine Tasse Kaffee zurückgekehrt. Auf ihren direkten Versuch der körperlichen Annäherung reagiert er nicht, sie ist verletzt und wirft ihn raus. Shekhar findet auf seinem Heimweg den blutenden Hari durch den Wald irren und nimmt ihn mit. Asim und Aparna kommen auf dem Rückweg am Haus des Hausmeisters vorbei und sehen, dass dessen Frau wirklich sehr schwer krank ist.
Am nächsten Morgen fahren sie zurück nach Kolkata.

## Hintergrund
In einer für Satyajit Ray typischen Konstellation der Konfrontation von Stadt und Land und mit psychologischen Feingefühl stellt der Film die Charaktere der vier Freunde bloß, bevor im weiteren Verlauf der Handlung eine Bewusstseinsänderung bei ihnen eintritt. Anfangs mit herablassend städtischer Attitüde und Hang zu Scherzen, obsiegt am Ende bei Asim, Sanjoy und Hari Ernsthaftigkeit und der Eindruck, etwas hinzugelernt zu haben.
Aranyer din ratri wurde am 16. Januar 1970 veröffentlicht. Er wird allgemein als eine Hommage an die Filme von Jean Renoir betrachtet. Ray half Renoir bei der Suche nach Schauplätzen für seinen Film Der Strom (The River, 1951) und wurde durch ihn inspiriert, selber Regisseur zu werden. Stilistisch wie inhaltlich bediente sich Ray vor allem bei Renoirs impressionistischem Film Eine Landpartie (Une partie de campagne, 1936). Andere Kritiker verglichen Aranyer din ratri aber auch mit den Werken Anton Tschechows oder William Shakespeares Komödie Verlorene Liebesmüh.